# Jimmy Rayl
James R. Rayl, detto Jimmy (Kokomo, 21 giugno 1941 – Kokomo, 20 gennaio 2019), è stato un cestista statunitense, professionista nella ABA.

## Carriera
Venne selezionato dai Cincinnati Royals al terzo giro del Draft NBA 1963 (22ª scelta assoluta).

## Palmarès
- 2 volte NCAA AP All-America Third Team (1962, 1963)

- Settimo miglior giocatore di sempre in ABA per percentuale al tiro da tre punti (.341)